# Laesthiola
Laesthiola is een geslacht van vliesvleugeligen uit de familie Pteromalidae. De wetenschappelijke naam van dit geslacht is voor het eerst geldig gepubliceerd in 1993 door Boucek.

## Soorten
Het geslacht Laesthiola is monotypisch en omvat slechts de volgende soort:
- Laesthiola flavida Boucek, 1993